# José Carlos Fernández Vázquez
José Carlos Fernández Vázquez (Minas de Riotinto, Huelva - 17 de julio de 1987) es un futbolista español que juega de centrocampista en el Real Club Recreativo de Huelva.

## Trayectoria
Nació y se crio en Minas de Riotinto, (Huelva). Se forma en la cantera del Recreativo de Huelva, pasando en su etapa juvenil a la cantera del Sevilla FC, debutando en la primera plantilla en la temporada 2008/09. Es un especialista en libre directos.
En temporada 2010/11 y tras contar muy poco para el técnico Antonio Álvarez, en el mercado de invierno se marcha cedido al FC Cartagena. Tras contar poco para Juan Ignacio Martínez, el técnico del FC Cartagena, regresa al Sevilla FC.
En la temporada 2011/12 no cuenta para el técnico Marcelino García Toral y se marcha al AEK Atenas, acompañado de Juan Cala, que se va en calidad de cedido, donde está a las órdenes de Manolo Jiménez.
Para la temporada 2012/13, decide no renovar el contrato con el AEK Atenas y llega libre al Rayo Vallecano, donde firma por 2 temporadas. Disfruta de muchos minutos a las órdenes de Paco Jémez, disputando 32 encuentros y marcando 2 goles en la Liga BBVA.
En la temporada 2013/14, en el primer encuentro de liga se lesiona durante seis meses por una rotura de ligamento cruzado que le aleja de los campos hasta marzo.
El 26 de marzo de 2014 vuelve a jugar en un partido frente al Osasuna, donde entra sustituyendo a Rubén Rochina y provoca el penalti que le da la victoria a su equipo.
En verano de 2014 José Carlos interesa al Deportivo de la Coruña pero  no pasa el reconocimiento médico con lo cual se queda sin equipo. El 12 de julio de 2014 el  Córdoba CF anuncia el fichaje de José Carlos Fernández Vázquez por una temporada, llegando con la carta de libertad.
7 meses después, el 25 de septiembre debuta con el Córdoba CF frente a la Real Sociedad de Fútbol cuando perdían por 0-1 sustituyendo a Fidel Chaves en el minuto 72, finalmente el partido terminó en empate 1-1.
El siguiente entrenamiento vuelve a lesionarse, el club no informa del alcance de la lesión por petición propia del jugador.
El 13 de noviembre de 2014, decide desvincularse del contrato que tenía hasta el 30 de junio de 2015 con Córdoba CF por el alcance de su lesión.
El 9 de diciembre de 2015 ficha por el Unió Esportiva Llagostera para media temporada. Recuperándose de la lesión el 9 de abril de 2016 debuta con el Unió Esportiva Llagostera frente al Club Deportivo Numancia de Soria sustituyendo a Pedro Ríos en el minuto 62. Disputa 12 encuentros más esa temporada.
El 5 de junio de 2016 ficha por el Gimnàstic de Tarragona y el 29 de julio de 2018 por el Club Deportivo Castellón.

## Clubes
Actualizado a 1 de noviembre de 2020.
| Club                      | País   | Año       | Partidos (Liga) | Goles (Liga) |
| ------------------------- | ------ | --------- | --------------- | ------------ |
| Sevilla Atlético          | España | 2008-2010 | 43              | 4            |
| Sevilla FC                | España | 2009-2011 | 18              | 1            |
| FC Cartagena (cedido)     | España | 2011      | 12              | 0            |
| AEK Atenas                | Grecia | 2011-2012 | 27              | 2            |
| Rayo Vallecano            | España | 2012-2014 | 35              | 2            |
| Córdoba CF                | España | 2014      | 1               | 0            |
| Unió Esportiva Llagostera | España | 2016      | 13              | 0            |
| Gimnàstic de Tarragona    | España | 2016-2017 | 11              | 1            |
| Club Deportivo Castellón  | España | 2018-2019 | 13              | 0            |
| Recreativo de Huelva      | España | 2019-     | 8               | 0            |

## Palmarés

### Campeonatos nacionales
| Título       | Club       | País   | Año  |
| ------------ | ---------- | ------ | ---- |
| Copa del Rey | Sevilla FC | España | 2010 |